# Montllobar (Tremp)
El tossal de Montllobar és una muntanya de 1.103,5 metres que es troba a l'antic municipi de Fígols de Tremp, ara del terme de Tremp, a la comarca del Pallars Jussà.
És l'extrem nord de la serra del seu mateix nom, i té la fita geodèsica 256089001. Montllobar és una muntanya de referència des de tota la Conca de Tremp, ja que la tanca pel costat de ponent.
És un quilòmetre al sud del Coll de Montllobar, a la carretera C-1311, cap al punt quilomètric 12,85, i uns 600 metres al sud-oest del Castell de Montllobar.
Aquest cim està inclòs al llistat dels 100 cims de la FEEC.